# Condicote
Condicote is een civil parish in het Engelse graafschap Gloucestershire.